# R. W. Davies
Robert William "Bob" Davies, mais conhecido como R. W. Davies, (Londres, 23 de abril de 1925 — 13 de abril de 2021) foi professor emérito de Estudos Econômicos Soviéticos da Universidade de Birmingham. Obtendo seu PhD em 1954, foi promovido a professor titular e passou a integrar o quadro do Centro de Estudos Russos e do Leste Europeu (CERLE) na Universidade de Birmingham em 1965. Encerrou suas atividades como professor em 1989.
Atuando como colaborador e coautor do historiador E.H. Carr em dois volumes da coleção "History of Soviet Russia" (completa em catorze volumes), Davies é conhecido por ter dado continuidade ao trabalho de Carr escrevendo sete volumes adicionais com o título "The Industrialization of Soviet Russia", onde aborda a historia econômica da União Soviética.

## Biografia

### Primeiros anos
Robert William Davies, conhecido por sua família e amigos como "Bob", nasceu em Londres em 23 de abril de 1925.
Durante a Segunda Guerra Mundial, Davies serviu na Força Aérea Real, vestindo o uniforme de 1943 a 1946. Esteve em trabalho no Oriente Médio de 1945 a 1946.

### Carreira acadêmica
Davies obteve o grau de bacharel pela Escola de Estudos Eslavos e do Leste Europeu na Universidade de Londres em 1950. Posteriormente frequentou a Universidade de Birmingham, onde obteve seu PhD em Comércio e Ciências Sociais, sob a supervisão do historiador Alexander Baykov.
Após completar seu Phd, Davies foi nomeado professor assistente no Instituto de Estudos Soviéticos da Universidade de Glasgow, onde permaneceu até seu retorno à Universidade de Birmingham em 1956. Na Birmingham, Davies obteve uma sucessão de títulos acadêmicos, incluindo Research Fellow, Lecturer e Senior Lecturer. Por fim, foi nomeado professor de Estudos Econômicos Soviéticos na Universidade de Birmingham em 1965.
Em 1963, Davies foi nomeado o primeiro diretor do Centro de Estudos Russos e do Leste Europeu (CERLE) da Universidade de Birmingham, cargo que ocuparia até 1978.
Davies se aposentou em 1989 e foi nomeado Senior Fellow e Professor Emérito pela universidade após sua saída das atividades de ensino.
Suas contribuições ne pesquisa na história da União Soviética são amplamente reconhecidas pelos pares.

### Morte e legado
Davies morreu em 13 de abril de 2021 aos 95 anos.
Os trabalhos de Davies estão arquivados no Departamento de Coleções Especiais da Universidade de Birmingham. Um registro temporário da coleção de Davies, contido em setenta caixas de arquivo, está disponível.

## Trabalho
- The Development of the Soviet Budgetary System. Cambridge: Cambridge University Press, 1958.
- Science and the Soviet Economy: An Inaugural Lecture Delivered in the University of Birmingham on 18th January 1967. Birmingham: University of Birmingham, 1967.
- A History of Soviet Russia: Foundations of a Planned Economy, 1926-1929: Volume 1. In Two Parts. Com E.H. Carr. Londres: Macmillan, 1969.
- The Soviet Economic Crisis of 1931-1933. Birmingham: Centre for Russian and East European Studies, 1976.
- The Emergence of the Soviet Economic System, 1927-1934. Birmingham: Centre for Russian and East European Studies, 1977.
- Soviet Industrial Production, 1928-1937: The Rival Estimates. Birmingham: Centre for Russian and East European Studies, 1978.
- The Soviet Union. Co-Editor, com Denis J.B. Shaw. Londres: George Allen & Unwin, 1978
- The Industrialisation of Soviet Russia, Volume 1: The Socialist Offensive: The Collectivisation of Soviet Agriculture, 1929-1930. Cambridge, MA: Harvard University Press, 1980.
- The Industrialisation of Soviet Russia, Volume 2: The Soviet Collective Farm, 1929-1930. Cambridge, MA: Harvard University Press, 1980.
- Capital Investment and Capital Stock in the USSR, 1928-1940: Soviet and Western Estimates. Birmingham: Centre for Russian and East European Studies, 1982.
- The Socialist Market: A Debate in Soviet Industry, 1932-33. Birmingham: Centre for Russian and East European Studies, 1982.
- Edward Hallett Carr, 1892-1982. Londres: British Academy, 1984.
- Materials for a Balance of the Soviet National Economy, 1928-1930. Co-Editor, com Stephen G. Wheatcroft. Cambridge: Cambridge University Press, 1985.
- Soviet Defence Industries During the First Five-Year Plan: Supplement. Birmingham: Centre for Russian and East European Studies, 1987.
- Soviet History in the Gorbachev Revolution: The First Phase. Birmingham: Centre for Russian and East European Studies, 1987.
- Soviet Government Officials, 1922-41: A Handlist. Co-Editor. Birmingham: Centre for Russian and East European Studies, 1989.
- Soviet History in the Gorbachev Revolution. Bloomington, IN: Indiana University Press, 1989.
- The Industrialisation of Soviet Russia 3: The Soviet Economy in Turmoil, 1929-1930. Cambridge, MA: Harvard University Press, 1989.
- Soviet official statistics on industrial production, capital stock and capital investment, 1928-41. Com J.M. Cooper e M.J. Ilič. Birmingham: Centre for Russian and East European Studies, 1991.
- From Tsarism to the New Economic Policy: Continuity and Change in the Economy of the USSR. Editor. Ithaca, NY: Cornell University Press, 1991.
- The Economic Transformation of the Soviet Union, 1913-1945. Co-Editor. Cambridge: Cambridge University Press, 1994.
- The Industrialisation of Soviet Russia, Volume 4: Crisis and Progress in the Soviet Economy, 1931-1933. Basingstoke: Macmillan, 1996.
- Soviet History in the Yeltsin Era. Londres: Macmillan, 1997.
- Soviet Economic Development from Lenin to Khrushchev. Cambridge: Cambridge University Press, 1998.
- The Stalin-Kaganovich Correspondence, 1931-36. Co-Editor. New Haven, CT: Yale University Press, 2003.
- The Industrialisation of Soviet Russia, Volume 5: The Years of Hunger: Soviet Agriculture, 1931-1933. Com Stephen Wheatcroft. Basingstoke: Palgrave, 2004.
- The Industrialisation of Soviet Russia, Volume 6: The Years of Progress: The Soviet Economy, 1934-1936. Com Oleg Khlevniuk e Stephen Wheatcroft. Basingstoke: Palgrave Macmillan, 2014.
- The Industrialisation of Soviet Russia Volume 7: The Soviet Economy and the Approach of War, 1937-1939. Com Oleg Khlevniuk, Mark Harrison e Stephen Wheatcrot. Basingstoke: Palgrave Macmillan, 2018.